# Джерекарце
Джерекарце или Герекарци (на сръбски: Ђерекарце или Đerekarce) е село в община Търговище, Пчински окръг, Сърбия. Населението на селото възлиза на 156 жители (2002) сърби.

## География
Джерекарци се намира източно от административния център Търговище.

## История
В края на XIX век Джерекарце е село в Прешевска кааза на Османската империя. Според статистиката на Васил Кънчов („Македония. Етнография и статистика“) от 1900 година Герекарци е населявано от 270 жители българи християни. Според патриаршеския митрополит Фирмилиан в 1902 година в Джерекарце има 45 сръбски патриаршистки къщи. По данни на секретаря на Българската екзархия Димитър Мишев („La Macédoine et sa Population Chrétienne“) в 1905 година в Герекарци (Guerekartzi) има 400 българи патриаршисти гъркомани.